# پلین‌ویو (مینه‌سوتا)
پلین‌ویو، مینه‌سوتا (به انگلیسی: Plainview, Minnesota) یک شهر در ایالات متحده آمریکا است که در Wabasha County واقع شده‌است.

## خصوصیات
پلین‌ویو ۵٫۵۹ کیلومترمربع مساحت و ۳٬۳۴۰ نفر جمعیت دارد و ۳۵۴ متر بالاتر از سطح دریا واقع شده‌است.